# ام‌وی کانادیین ماینر
ام‌وی کانادیین ماینر (به انگلیسی: MV Canadian Miner) یک کشتی بود که طول آن ۲۲۲٫۵ متر (۷۳۰ فوت) بود. این کشتی در سال ۱۹۶۶ ساخته شد.